# Corporación Universitaria del Meta
La Corporación Universitaria del Meta (Unimeta) es un centro de educación superior privado de Colombia y la Orinoquia colombiana. La universidad tiene sede principal en la ciudad de Villavicencio, el principal poblado de la región y tiene numerosas escuelas en todos los campos del saber. Unimeta hace parte de una red nacional de universidades.

## Características
La Unimeta es una Institución de educación Superior adscrita al Ministerio de Educación Nacional colombiano. Se encuentra ubicada en la ciudad de Villavicencio y su sede se encuentra en el campus San Fernando, en la zona céntrica de dicha ciudad.

## Historia
El 9 de noviembre de 1982, por iniciativa de Rafael Mojica García, se reunieron en la ciudad de Villavicencio, Rafael Mojica García, Nancy Leonor Espinel Riveros y Ramiro Mojica García, quienes suscribieron el Acta de Constitución de la Corporación Universitaria del Meta. Al día siguiente, y en presencia del Revisor Fiscal elegido, se hicieron los primeros aportes.
Con el n.º 1809 del 16 de noviembre de 1982 de la notaría segunda del Círculo de Villavicencio, el Acta de Constitución se eleva a Escritura pública.
Los Estatutos fueron redactados por Rafael Mojica García y sometidos a aprobación de los aportantes para ser elevados a escritura pública el 28 de marzo de 1983, correspondiéndole el número 401 de la Notaría Segunda del Círculo de Villavicencio. Aquí se protocoliza también el Acta de Recibo de Aportes y el Acta de Constitución.
El Estudio de Factibilidad para la creación de la Corporación Universitaria del Meta se presentó al ICFES en diciembre de 1982. El 11 de abril de 1983 se hizo entrega de una "Adición al Estudio de Factibilidad" cuyos trámites duraron hasta el 5 de agosto de 1985, cuando el Ministerio de Educación Nacional expide la Personería Jurídica mediante Resolución n.º 12.249. Esta Resolución se publica en el Diario Oficial el 16 de septiembre de 1985, finalizando así las formalidades de la fundación.
El 28 de noviembre de 1985 el ICFES expide la Resolución n.º 2.167, y de conformidad con ella, se registra el mismo día a Rafael Mojica García, como Rector y representante Legal en el folio 210 con el registro n.º 204.
En la actualidad son miembros de la Sala General: Nancy Leonor Espinel Riveros, Rafael Mojica García (Fallecido 2018), José Rico López, Ramiro Mojica García y Leonor Mojica Sánchez.

## Sedes
La Unimeta se encuentra ubicada en el Barrio San Fernando de la ciudad de Villavicencio, con un total de 10.306 metros cuadrados de construcción propia. El campus es conformado por:
- Consultorio Jurídico Guillermo Fernández Luna

- Sede Hermana Alfredo de San Marcos

- Sede "Carlina"

- Sede Bienestar Universitario

- Paraninfo "Julio Flórez"

- Sede "Henry García Bohórquez"

- Sede "Hernán Villamarín Gutiérrez"

- Sede "José Eustasio Rivera"

- Sede "Marachuare"

- Sede "Mayuya"

- Sede "Raúl y Lucía"

- Sede "Rectorado"
- Sede Héroes del pantano de Vargas
- Sede "Narciso Matus"
- Sede campestre " San Rafael"
- Biblioteca Juan N. Mojica Angarita
- Centro de convenciones Buenavista
- Parque Metropolitano "Maria Lúcia"

## Símbolos

### Escudo
El Escudo de la UNIMETA está dividido en cruz, en el primero y último cuartel, dos cabezas de dragantes en posición de banda, unidos por las lenguas aprisionadas por sus fauces con cadenas formando bordura y de uno y otro lado de estos, sendos escuadrones con tres fajas horizontales; el segundo y tercero cuarteles subdivididos en cruz; en el primero y último cuartel tres bandas floronadas, y en el segundo y tercero cinco corazones. Como timbre un yelmo de caballero y por detrás de éste, como cimera, pero cubriéndolo, un águila pasmada.

### Bandera
La Bandera de la Corporación Universitaria del Meta extiende, sobre un fondo gualda, una cruz de San Andrés purpurada que atraviesa diagonalmente. En su cruce se colocan seis estrellas en azul representativas de las áreas de conocimiento que la Universidad establece en sus estatutos.

### Logo
Diseñado por Raúl Mojica García, representando con la primera letra de cada una de las palabras de la Corporación Universitaria del Meta, formando con ellas un búho cuyo simbolismo viene de la antigua Hélade representando a la sabiduría, que en forma de este animal reposaba sobre el hombro izquierdo de la diosa Minerva.

### Himno de la Corporación Universitaria del Meta
- Wikisource contiene obras originales de o sobre Corporación Universitaria del Meta.

Fue compuesto por Jaime Panqueva Osma y musicalizado por Jorge Arias Blanco. Exalta a la Unimeta como bastión de libertad y conocimiento mientras homenajea a los soldados llaneros que libertaron, junto con Simón Bolívar, cinco repúblicas.

## Programas académicos
La Unimeta se divide en decanatos - escuelas (regidas por un decano) y éstas en direcciones de programa dirigidas por un jefe de programa:

### Decanato - Escuela de Ingenierías, Arquitectura y Ciencias Básicas
- Ingeniería Civil
- Ingeniería Industrial
- Ingeniería de Sistemas
- Ingeniería Ambiental
- Ingeniería Eléctrica
- Ingeniería Agroindustrial
- Arquitectura
- Ingeniería Alimentos

### Decanato - Escuela de Derecho y Ciencias Sociales
- Derecho
- Comunicación Social y Periodismo
- Trabajo Social

### Decanato - Escuela de Ciencias Administrativas
- Mercadeo y Publicidad
- Contaduría Pública
- Administración de Empresas

## Especializaciones

### Área Administrativa, Económica e Ingenierías
- Especialización en Alta Gerencia
- Especialización en Gerencia de Mercadeo
- Especialización en Gerencia y Gestión del Recurso Humano
- Especialización en Ecología y Medio Ambiente
- Especialización en Auditoría de Sistemas
- Especialización en Formulación y Evaluación de Proyectos
- Especialización en Contratación Pública
- Especialización en Auditoría y Revisoría Fiscal
- Especialización en Gestión y Auditoría Tributaria

### Área de la Salud
- Especialización en Gerencia y Gestión de Servicios de Salud
- Especialización en Auditoría en Gerencia y en Servicios de Salud

### Área del Derecho
- Especialización en Derecho Laboral y Seguridad Social
- Especialización en Derecho Administrativo

## Diplomados
- Diplomado en Auditoría en Gerencia de Servicios de Salud
- Diplomado en Gestión Tributaria
- Diplomado en Gerencia de Sistemas de Calidad ISO 9001/2000
- Diplomado en Alta Gerencia del Capital Humano
- Diplomado en Habilidades Gerenciales
- Diplomado en Formulación y Evaluación de Proyectos de Impacto Ambiental
- Diplomado en Investigaciones
- Diplomado en Control Integrado de Gestión Gerencial
- Diplomado en Gerencia de Proyectos
- Diplomado en Derecho Penal
- Diplomado en Gerencia del Control

## Organismos colegiados
SALA GENERAL: Designa unánimemente a los miembros de la alta dirección y sus asesores, verifica el cumplimiento de los estatutos en el desarrollo de las actuaciones de los diferentes estamentos de la Corporación y demás funciones que señalaren las normas legales y estatutarias.
Miembros:
- Leonor Mojica Sánchez

CONSEJO SUPERIOR: Considera los informes del Rector y expide los Reglamentos y Acuerdos Académicos y Administrativos que le correspondan. Miembros:
- El presidente
- El rector
- Un representante de los profesores
- Un representante de los estudiantes
- Un representante de los egresados

CONSEJO ACADÉMICO: Asesora, promueve y conceptúa a la Rectoría en cuanto a la resolución y aplicación de casos de orden académico tanto de Pregrado como de Posgrado. Miembros:
- El Rector (quien lo preside)
- El Secretario General
- El Vicerrector Académico y de Investigaciones (lo preside en ausencia del Rector)
- El Jefe del Departamento de Registro Académico (ejerce la Secretaría Técnica)
- El delegado de los profesores
- El delegado de los alumnos
- El delegado de los decanos

CONSEJO DE INVESTIGACIONES: Orienta los procesos, políticas y estrategias en general de investigación institucional y hace seguimiento y evaluación a las mismas. Integrantes:
- El Rector
- El Vicerrector Académico y de Investigaciones (lo preside en ausencia del Rector)
- El Vicerrector de Posgrados y Educación Continuada
- Los profesores investigadores

CONSEJOS DE FACULTAD: Es el órgano asesor de los respectivos programas, integrado a la estructura orgánica, relacionado con la resolución de casos académicos de la comunidad estudiantil. Vela por la resolución de casos presentados por los estudiantes y propone modificaciones a los planes de estudio. Miembros (se convoca por programa):
- El Jefe de Programa (quien lo preside)
- El representante de los profesores (Secretario técnico)
- El representanmte de los alumnos

## Afiliaciones

### Nacionales
- ASCUN
- ASCOLFA
- ACFA
- CNTV
- Instituto Sanmartiniano de Colombia.
- Sociedad Patriótica Antonio Nariño.
- Sociedad Bolivariana del Meta y Llanos Orientales.
- CORPOICA

### Internacionales
- Unión de Universidades de América Latina.
- International Association of University Presidents.
- American Association of University Administrators.
- Metropolitan Museum of Art, Nueva York.
- National Geographic Society.
- American Asosociation for the Advancement of Science (AAAS).
- Sistema Hemisférico de Capacitación y Desarrollo Agrícola.
- Grupo de La Rábida.
- Asociación Universitaria Iberoamericana de Postgrado.
- Sociedad Bolivariana de Colombia.
- Grupo de Universidades Iberamericanas de La Rábida.

## Convenios
- Universidad de Valladolid, España.
- Universidad Internacional de Andalucía, España.
- Universidad de Sevilla, España.
- Universidad del Valle de México.
- ITESM, México.
- Universidad Pinar del Río, Cuba.
- Instituto Superior Politécnico "José A. Echavarría", Cuba.
- Universidad de Ucayali, Perú.
- Universidad Tecnológica Equinoccial, Ecuador.
- Universidad Nacional de Lomas de Zamora, Argentina.
- Universidad Tecnológica Metropolitana, Santiago de Chile.
- Universidad de Indiana, Bloomington, Estados Unidos.
- Universidad Externado de Humanidades, Moscú, Rusia.
- International University Vienna, Austria.
- Universitatea Transilvania, Braşov, Rumania.
- Aichi Gakuin University, Japón.
- Muroran Institute of Technology, Japón.
- Universidad Príncipe de Songkhla, Hat Yai, Tailandia.
- Universidad de Jordania, Amán, Jordania.
- Universidad de Quebec, Montreal, Canadá.
- Ministerio de Comercio Exterior de Colombia.
- Ejército de Colombia IV División.
- Escuela de Carabineros "Eduardo Cuevas".
- Fiscalía General de La Nación.
- Cruz Roja Colombiana.
- Ministerio del Interior y Justicia.

## Reconocimientos
- "Estrella Académica del Mundo": Academia de Educación Autorizada de Rusia, Moscú, 1996.
- "Primer Lugar de Exámenes de Egresados de Contaduría Pública": Junta Central de Contadores, Bogotá, 1999.
- "Jóvenes Investigadores y Fortalecimiento Institucional": Convenio Colciencias - Universidad de los Andes y Corporación Universitaria del Meta, Bogotá, 1999.
- "Premio Nacional de Periodismo Juan del Río": Fundación de Periodistas Bolivarianos de América, Santa Marta, Magdalena, 2000.
- "Orden de la Democracia "Simón Bolívar" en el grado de Gran Oficial": Cámara de Representantes. 2001
- "Premio Iberoamericano a la Excelencia Educativa": Punta del Este, Uruguay, 2005.
- "Condecoración a los 20 años de existencia" Universidad La Gran Colombia. 2005.
- "Mención de Honor a la Investigación Social": El Espectador - ASCUN - Embajada de Francia, 2006.
- "Certificado de Servicios Distinguidos en la Educación Internacional": International University, Viena, Austria. 2007.
- "Segundo Lugar Área Ingeniería, X Encuentro Nacional y IV Internacional de Semilleros de Investigación": Barranquilla, 2007.
- "Empresa Colombiana del Año": Latin American Quality Institute, Bogotá, 2008.

- Datos: Q5395262